# Alegre (udde)
Alegre är en udde i Antarktis. Den ligger i Västantarktis. Argentina, Chile och Storbritannien gör anspråk på området.
Terrängen inåt land är kuperad. Havet är nära Alegre åt sydväst. Trakten är glest befolkad. Närmaste befolkade plats är San Martín Station, 9,8 kilometer norr om Alegre. 